# Hymenophyllum capense
Hymenophyllum capense là một loài dương xỉ trong họ Hymenophyllaceae. Loài này được Schrad. mô tả khoa học đầu tiên năm 1818.